# Сен-Дезира
Сен-Дезира́ (фр. Saint-Désirat, окс. Sant Désirat) — коммуна во Франции, находится в регионе Рона — Альпы. Департамент коммуны — Ардеш. Входит в состав кантона Серьер. Округ коммуны — Турнон-сюр-Рон.
Код INSEE коммуны — 07228.
Коммуна расположена приблизительно в 440 км к юго-востоку от Парижа, в 60 км южнее Лиона, в 60 км к северу от Прива.

## Население
Население коммуны на 2008 год составляло 769 человек.
| 1962 | 1968 | 1975 | 1982 | 1990 | 1999 | 2008 |
| ---- | ---- | ---- | ---- | ---- | ---- | ---- |
| 593  | 621  | 593  | 608  | 660  | 707  | 769  |

## Экономика

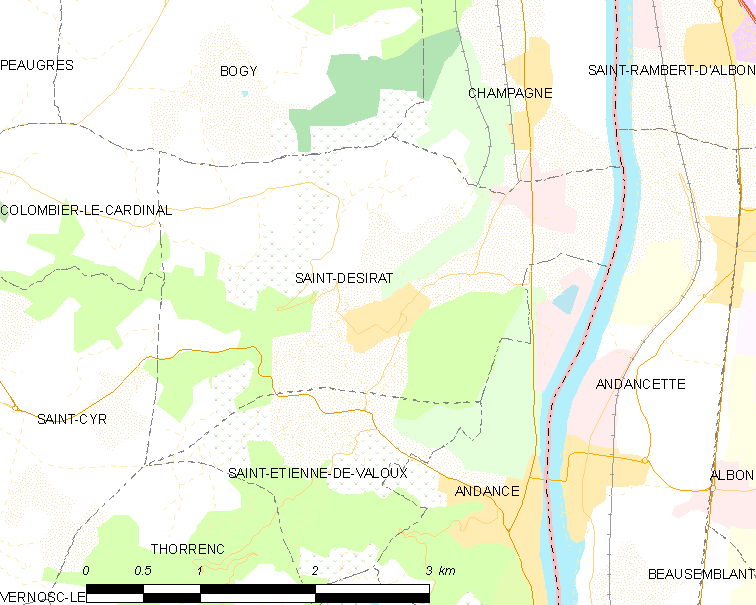
Карта коммуны

В 2007 году среди 493 человек в трудоспособном возрасте (15—64 лет) 380 были экономически активными, 113 — неактивными (показатель активности — 77,1 %, в 1999 году было 73,6 %). Из 380 активных работали 342 человека (177 мужчин и 165 женщин), безработных было 38 (14 мужчин и 24 женщины). Среди 113 неактивных 39 человек были учениками или студентами, 45 — пенсионерами, 29 были неактивными по другим причинам.